# Anthostella stephensoni
Espèce
Anthostella stephensoni est une espèce d'anémone de mer de la famille des actiniidés.